# 76e Pantserkorps (Wehrmacht)
Het 76e Pantserkorps  (Duits: Generalkommando LXXVI. Panzerkorps) was een Duits legerkorps van de Wehrmacht tijdens de Tweede Wereldoorlog. Het korps kwam alleen in actie in Italië en vocht van Calabrië tot de Alpen.

## Krijgsgeschiedenis

### Oprichting
Het 76e Pantserkorps werd opgericht op 22 juli 1943 in Frankrijk rond Clermont-Ferrand door omdopen van het 76e Legerkorps.

### 1943
Het korps werd al kort na zijn oprichting naar Italië verplaatst. Op 6 augustus nam het korps het bevel op over alle troepen in Calabrië, en vanaf 15 augustus was dit onder bevel van het nieuwe 10e Leger. Het 8e Britse Leger was intussen in de “teen” van Italië geland en het korps zorgde voor een vertragende terugtocht van de Duitse troepen. Nadat het 5e Amerikaanse Leger bij Salerno geland waren trokken de geallieerden via de “laars” omhoog. Het korps hield hierbij het oostelijke (Adriatische) front, terwijl het 14e Pantserkorps de westelijke kant verdedigde. Beide korpsen trokken terug naar de Gustav-linie. In deze positie wist het korps zich de gehele winter te handhaven. 

### 1944

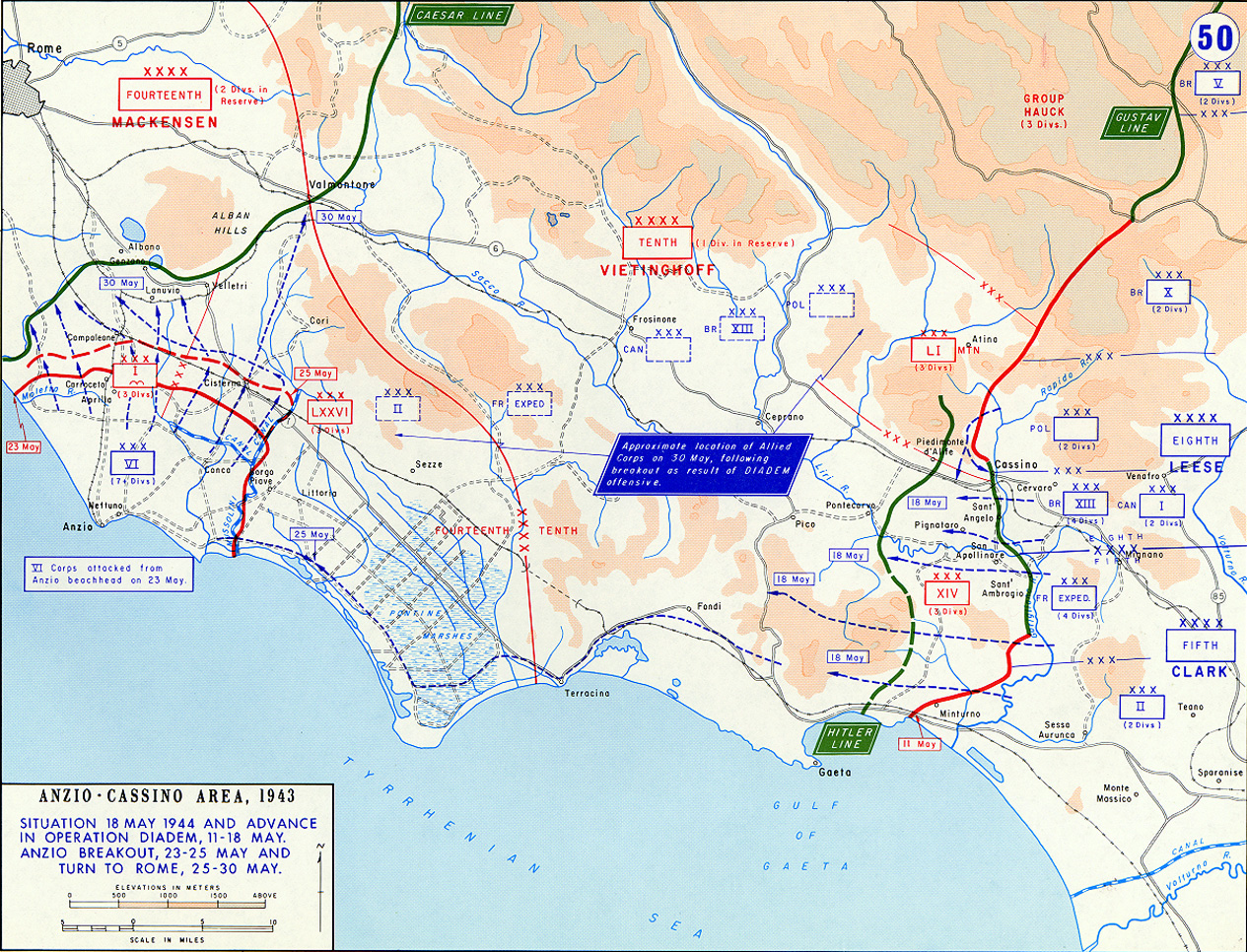
Positie van het korps aan het Anzio-front op 18 mei 1944, vlak voor de uitbraak

Op 22 januari 1944 landden de geallieerden bij Anzio en begin februari werd het korps hierheen verplaatst om te helpen dit bruggenhoofd te verdedigen en zelf te proberen in te drukken. Dat eerste lukte, het tweede niet. Pas op 23 mei 1944 konden de geallieerden uitbreken. Het korps moest terugtrekken, via noordelijk van Rome, over het midden van de laars, langs het Trasimeense Meer tot vlak voor Florence. In de eerste week van augustus wisselden het korps en het 51e Bergkorps van sector en het korps nam de Adriatische sector weer op zich. Hier lag het korps met de 1e Paradivisie en de 71e en 278e Infanteriedivisies, toen het 8e Britse Leger zijn Operatie Olive op 25 augustus startte. In deze operatie en enkele volgenden moest het korps in twee maanden flink terugwijken, o.a. in zware gevechten rond Rimini, maar werd niet doorbroken. Toen stopten de geallieerden hun aanvallen. De winter werd in dezelfde stellingen doorgebracht.

### 1945
Pas toen de geallieerden op 9 april 1945 hun voorjaarsoffensief inzetten, begonnen de frontlinies weer te schuiven. Het korps beschikte op dat moment over de 42e Jägerdivisie en de 98e, 162e (Turk.) en 362e Infanteriedivisies. Tien dagen lang kon het korps het 8e Britse Leger tegenhouden, maar werd toen definitief doorbroken rond  Argenta, waarop de Povlakte openlag. Het korps kon nog redelijk ongehinderd over de Po komen en trok via Padua de Alpen in. Op 2 mei werden enkele laatste schoten gewisseld met de 88e Amerikaanse Infanteriedivisie in het dal van de Cordevole bij La Stanga.
Het 76e Pantserkorps capituleerde op 2 mei 1945 als onderdeel van de totale capitulatie van Heeresgruppe C in Italië.

## Bovenliggende bevelslagen
| Leger              | Legergroep     | Plaats/regio                                | Begin            | Eind             |
| ------------------ | -------------- | ------------------------------------------- | ---------------- | ---------------- |
| direct onder bevel | Heeresgruppe D | Clermont-Ferrand                            | 22 juli 1943     |                  |
| direct onder bevel | OB Süd         | Italië                                      | augustus 1943    | 15 augustus 1943 |
| 10. Armee          | Heeresgruppe C | Calabrië, Midden-Italië, Adriatische kust   | 15 augustus 1943 | 3 februari 1944  |
| 14. Armee          | Heeresgruppe C | Anzio, Rome                                 | 3 februari 1944  | 6 juni 1944      |
| 10. Armee          | Heeresgruppe C | Rome, Florence, Adriatische kust, Po, Alpen | 6 juni 1944      | 2 mei 1945       |

## Commandanten
| Rang                                                              | Naam                      | Begin            | Eind             |
| ----------------------------------------------------------------- | ------------------------- | ---------------- | ---------------- |
| Generalleutnant General der Panzertruppe (vanaf 1 september 1943) | Traugott Herr             | 22 juli 1943     | 28 februari 1944 |
| Generalleutnant                                                   | Dietrich von Choltitz     | 28 februari 1944 | 15 april 1944    |
| General der Panzertruppe                                          | Traugott Herr             | 16 april 1944    | 23 november 1944 |
| Generalleutnant                                                   | Friedrich-Wilhelm Hauck   | 24 november 1944 | 16 december 1944 |
| General der Panzertruppe                                          | Traugott Herr             | 17 december 1944 | 26 december 1944 |
| Generalleutnant General der Panzertruppe (vanaf 1 april 1945)     | Gerhard Graf von Schwerin | 27 december 1944 | 25 april 1945    |
| Generalleutnant                                                   | Karl von Graffen          | 26 april 1945    | 2 mei 1945       |

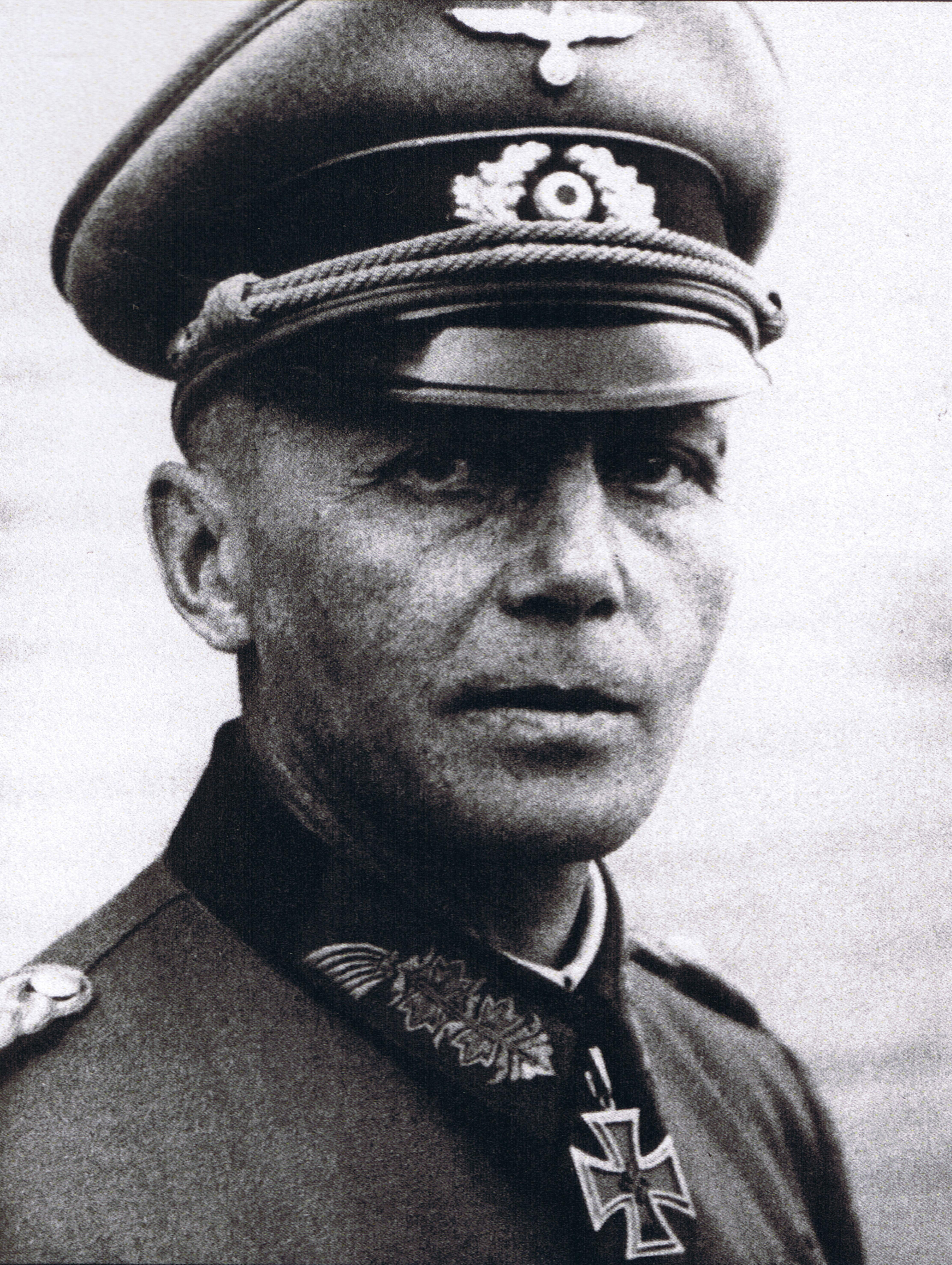
De laatste commandant van het korps, Generaal Karl von Graffen

Generaal von Choltitz nam begin 1944 het commando waar tijdens verlof van Generaal Herr.

Generaal Hauck nam tijdelijk waar voor Generaal Herr eind 1944, aangezien Herr tijdelijk waarnemend commandant was van het 14e Leger. Herr gaf het commando weer enkele dagen na zijn terugkeer op om een operatie aan zijn hoofd te ondergaan.